# 内姆鲁特山
内姆鲁特山（土耳其语Nemrut Dağ或Nemrut Dağı，库尔德语Çiyayê Nemrûd，亚美尼亚语 նեմրութ），海拔2,134米，位于土耳其东部阿德亚曼省。在山顶是古代科默金王国的国王安梯奥彻斯一世为自己修造的陵墓，陵墓用石头垒成，高49米，直径为152米，东、西、北三面由台阶式的院落围合，东台傍山，有两道矮墙，上面有一尊他自己高8-9米的雕像，两侧各有狮子和鹰的雕像。另外有5尊希腊和波斯的神像，各高达7米，头部是用整个石块雕造，身体是石块垒筑的，现已倒塌散落。神像底座有刻有神的名称，和有关宗教仪式、法律、敕令等铭文。雕像对面有一座金字塔，为祭祀火神的场所。
西台有一个狮子浮雕，前胸有新月和19颗星，是代表公元前62年7月7日时的木星、水星和火星的运行位置，是安梯奥彻斯一世登基的日子。
北台被一道3米高80米长的围墙环绕，入口处有鹰狮雕像，是举行祭祀仪式的场所。
1881年，德国工程师卡尔·塞斯特对这个遗址进行了发掘，但没有找到墓室的入口。
1987年，被联合国教科文组织列为世界遗产，成为旅游观光地，每年7月到8月期间，附近的阿德亚曼市有直达当地的公车和直升机。

## Gallery

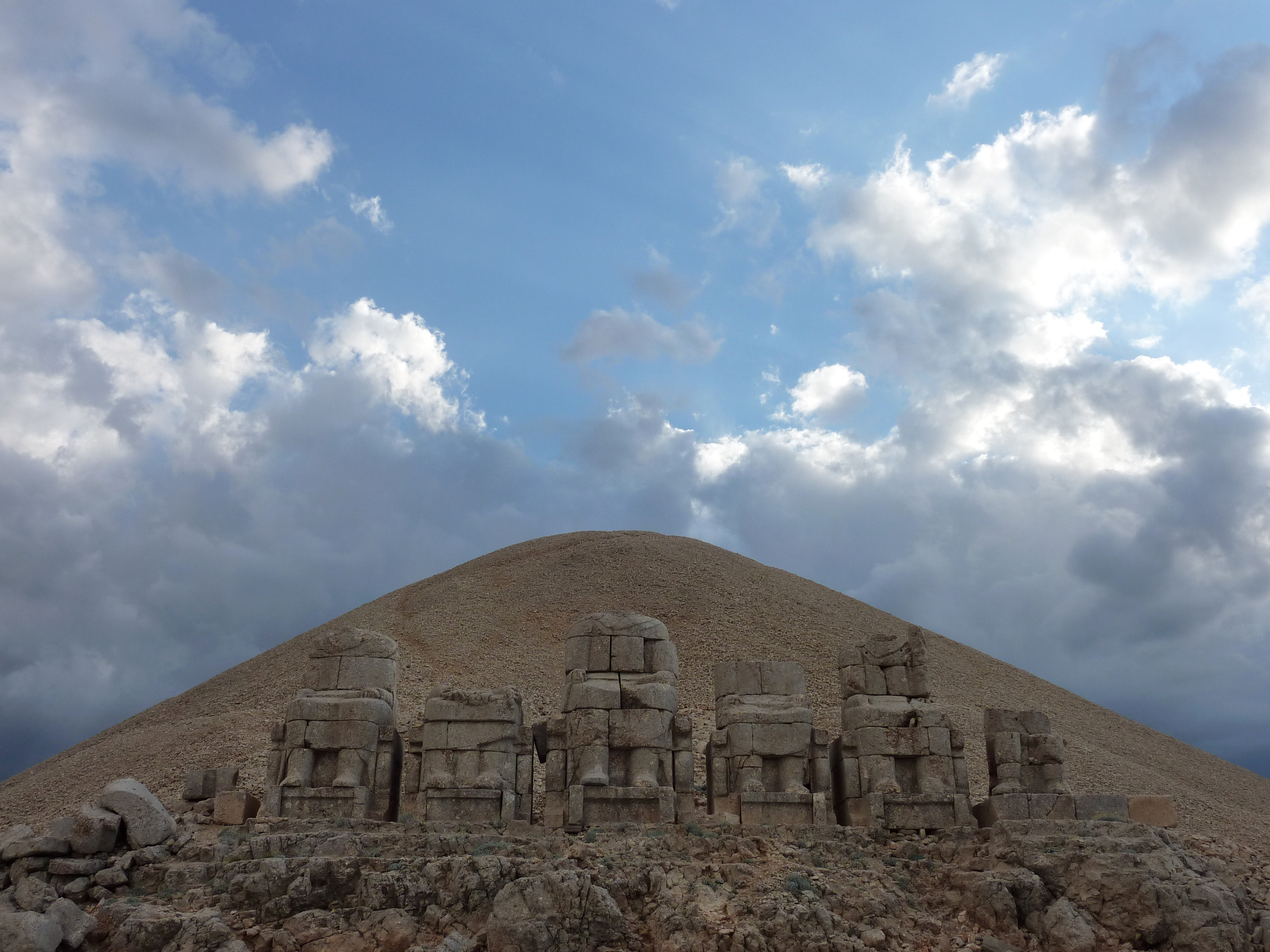
内姆鲁特山
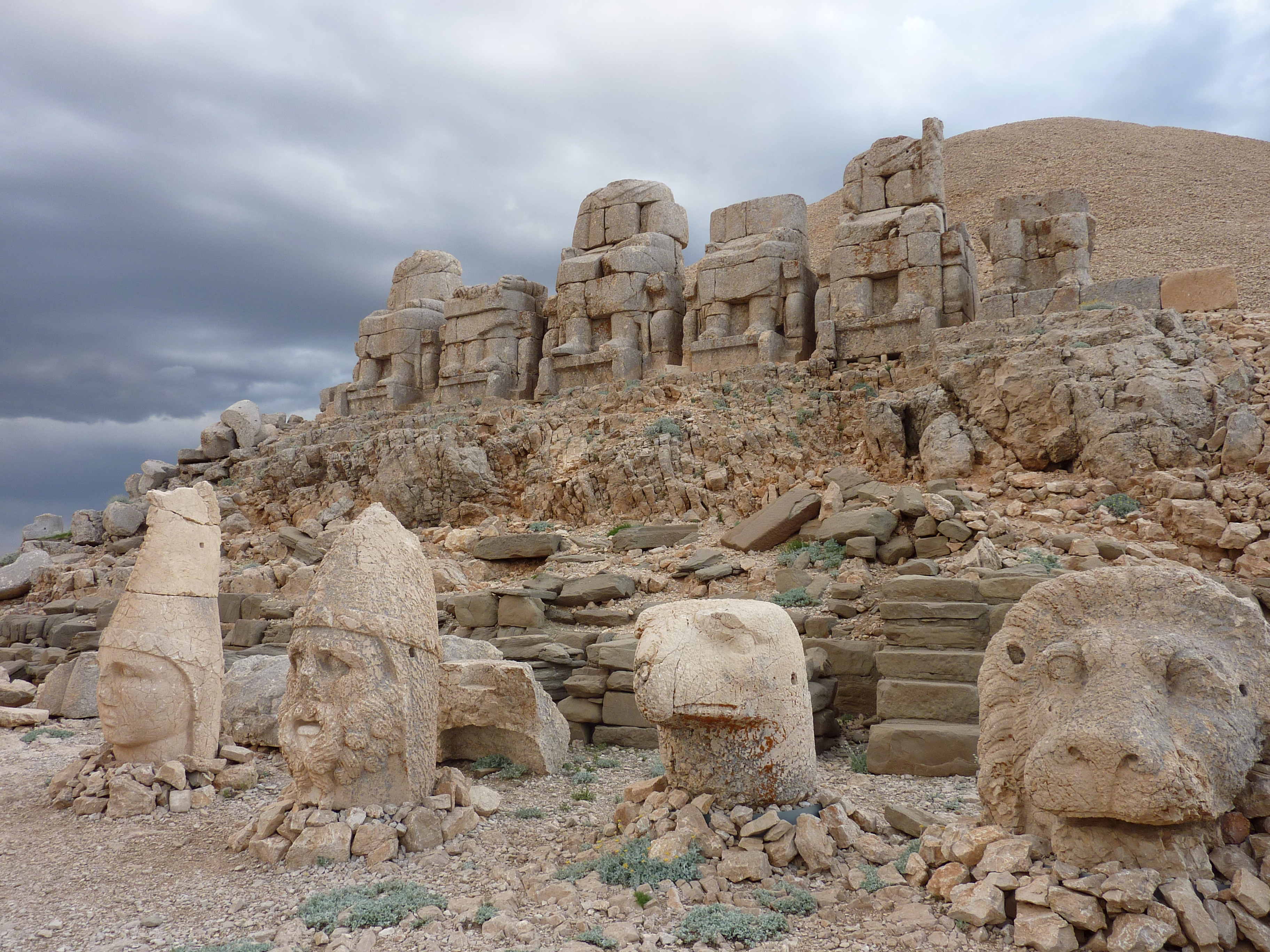
东露台
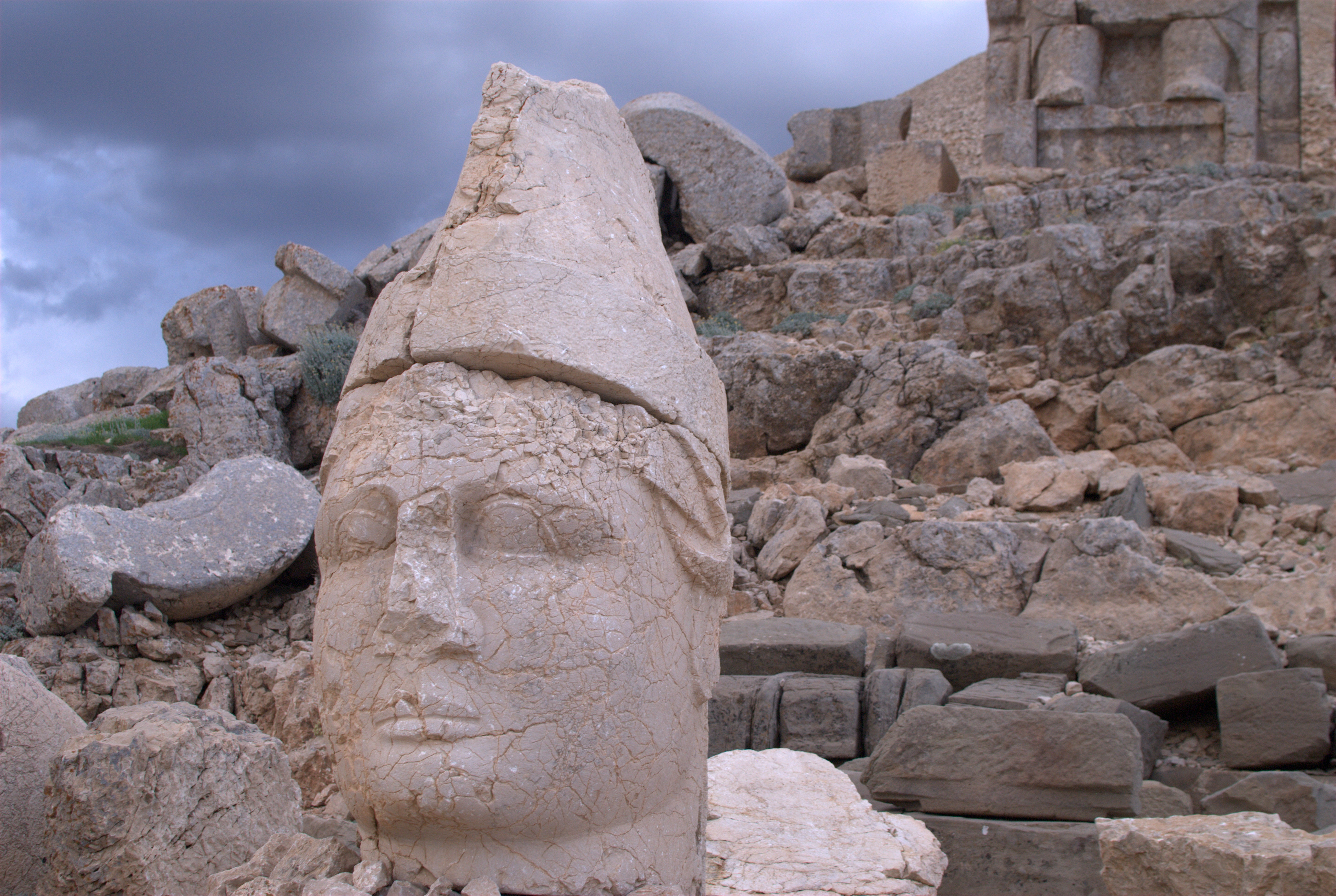
内姆鲁特山
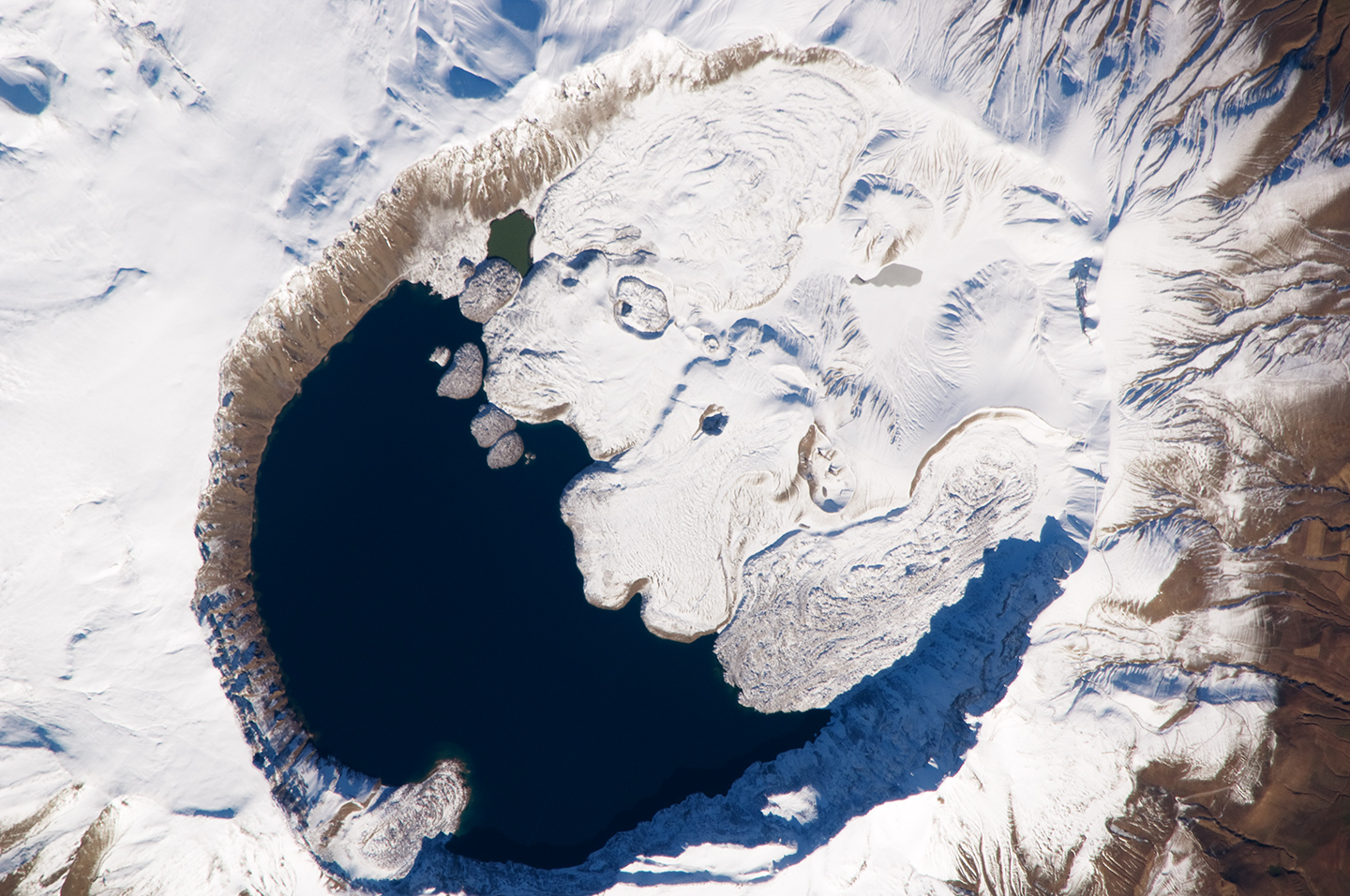
从太空拍摄的内姆鲁特山俯视图
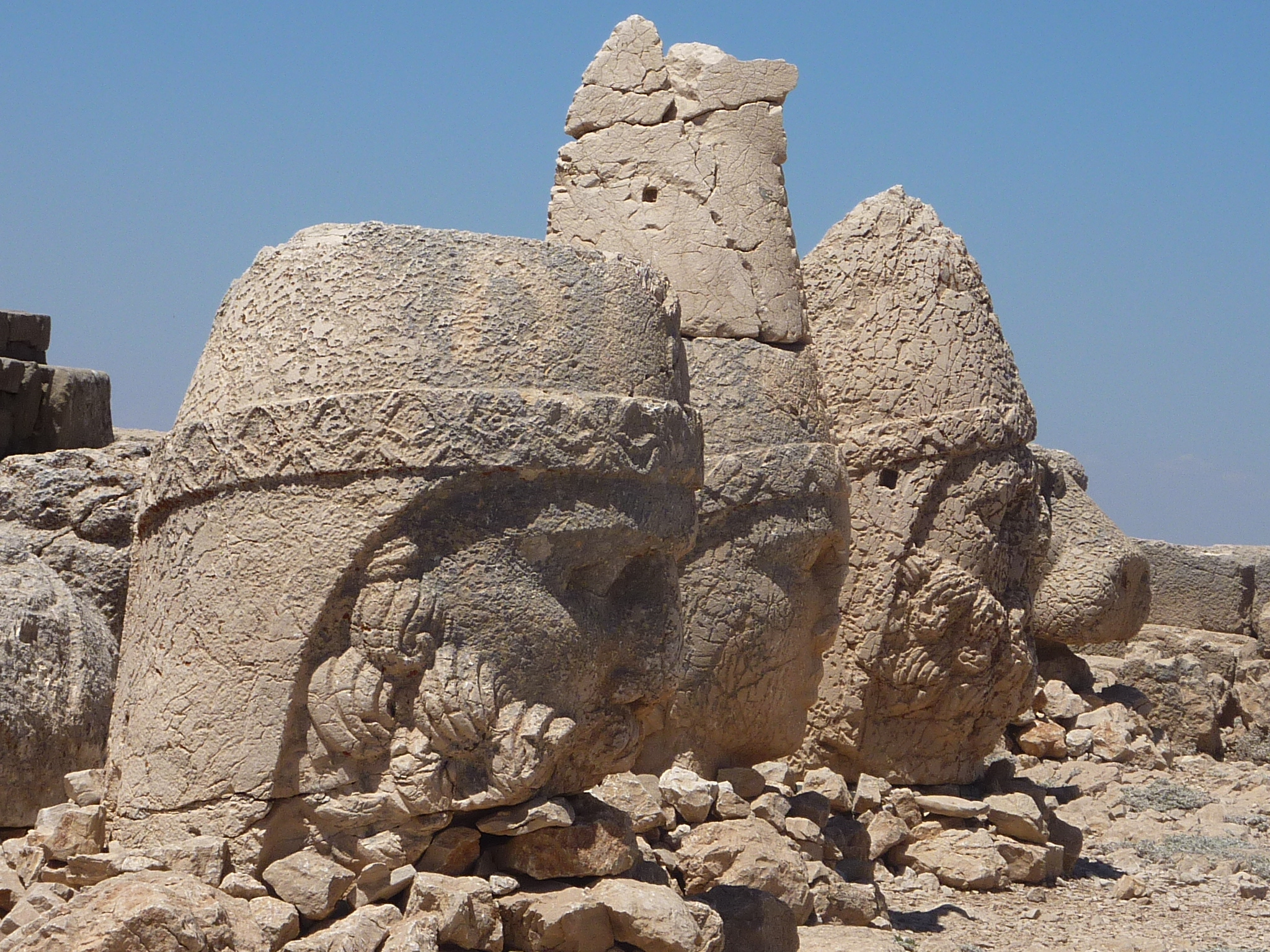
雕像的头
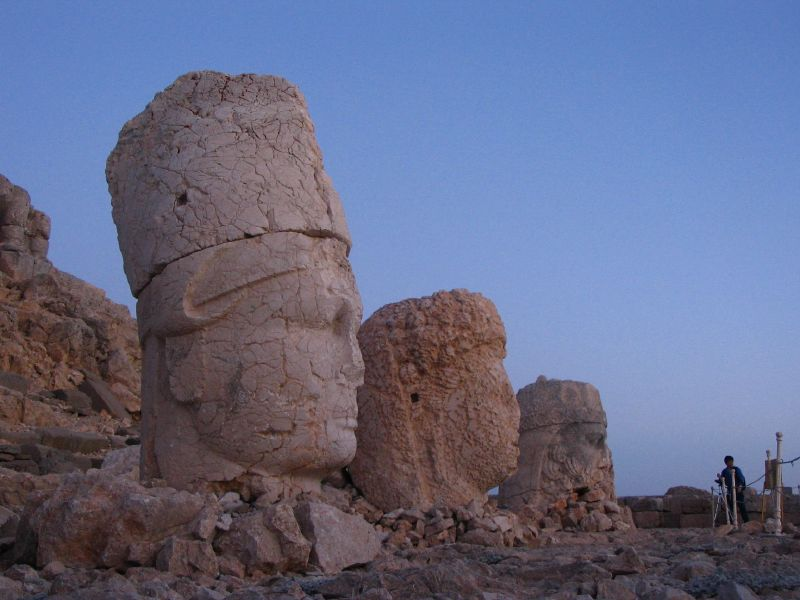
雕像的头
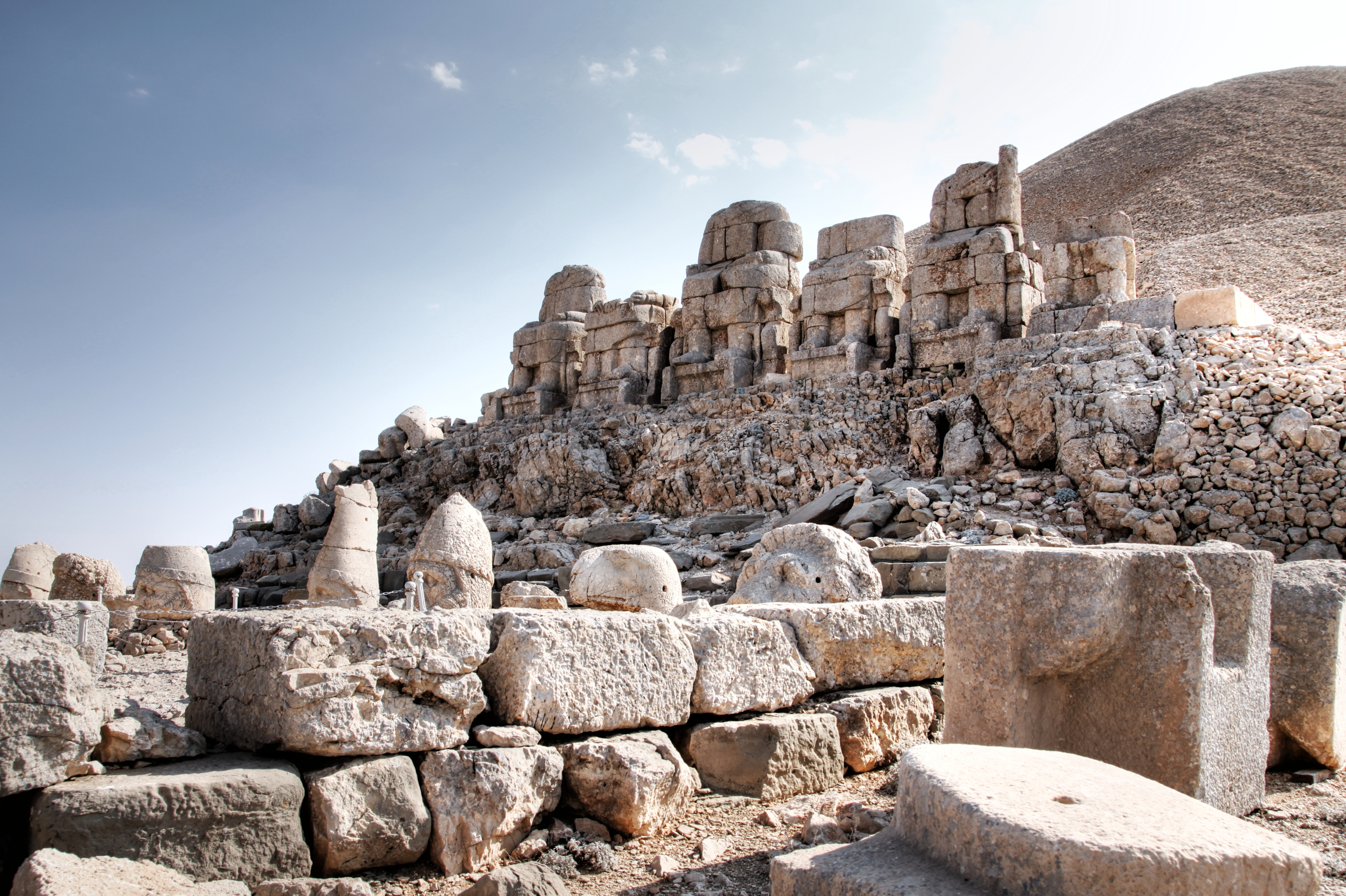
东露台
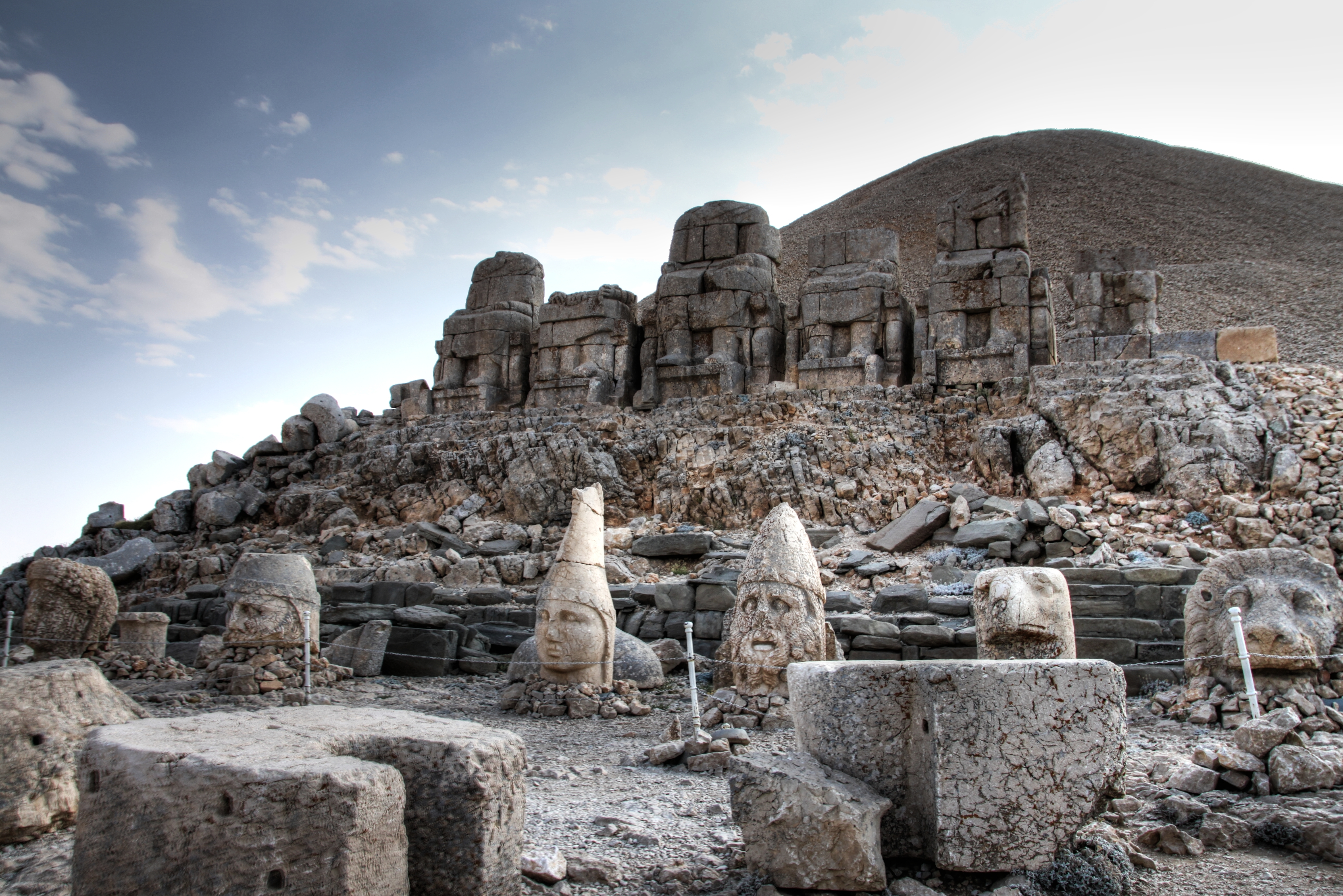
东露台
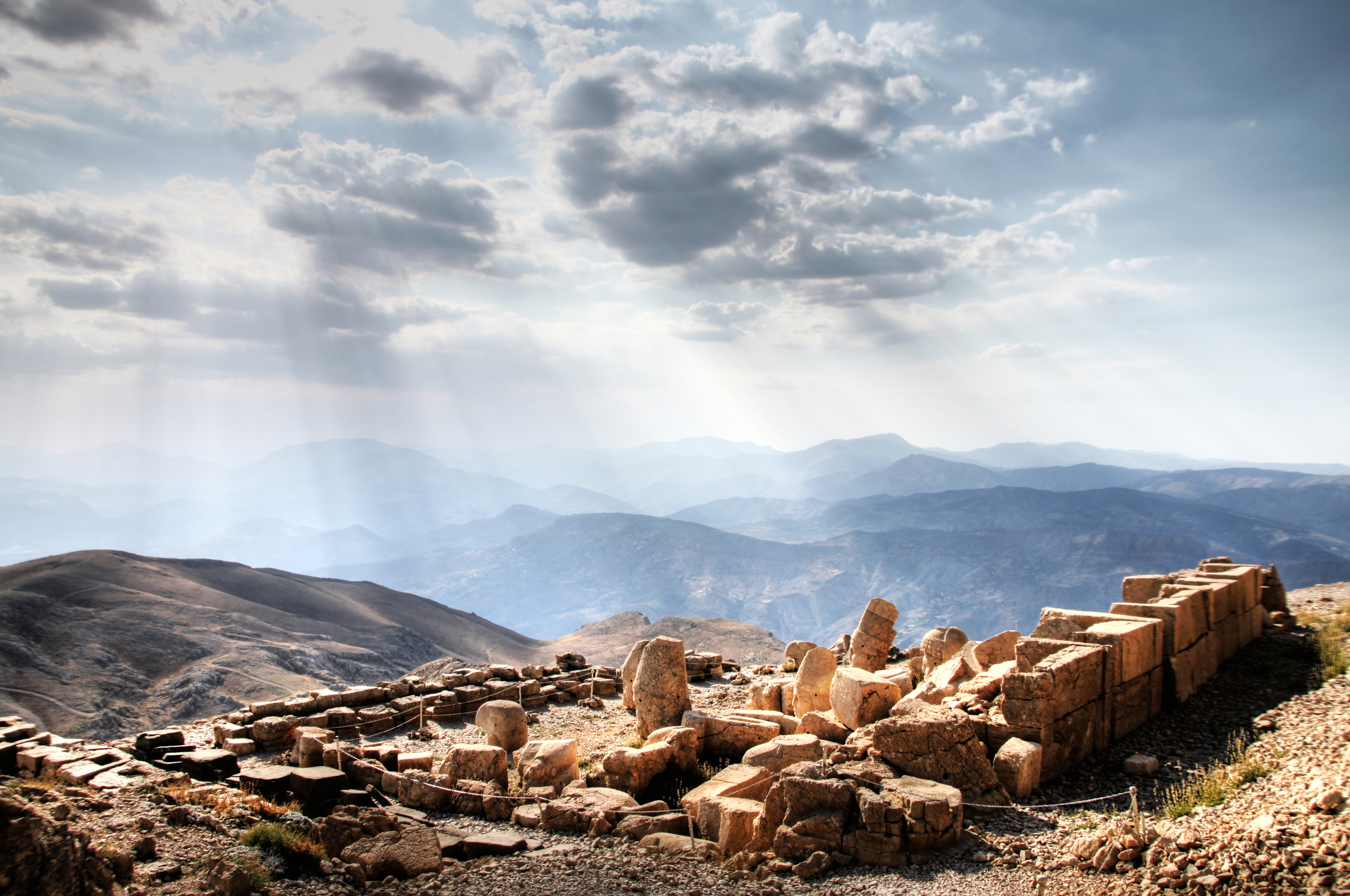
西阳台
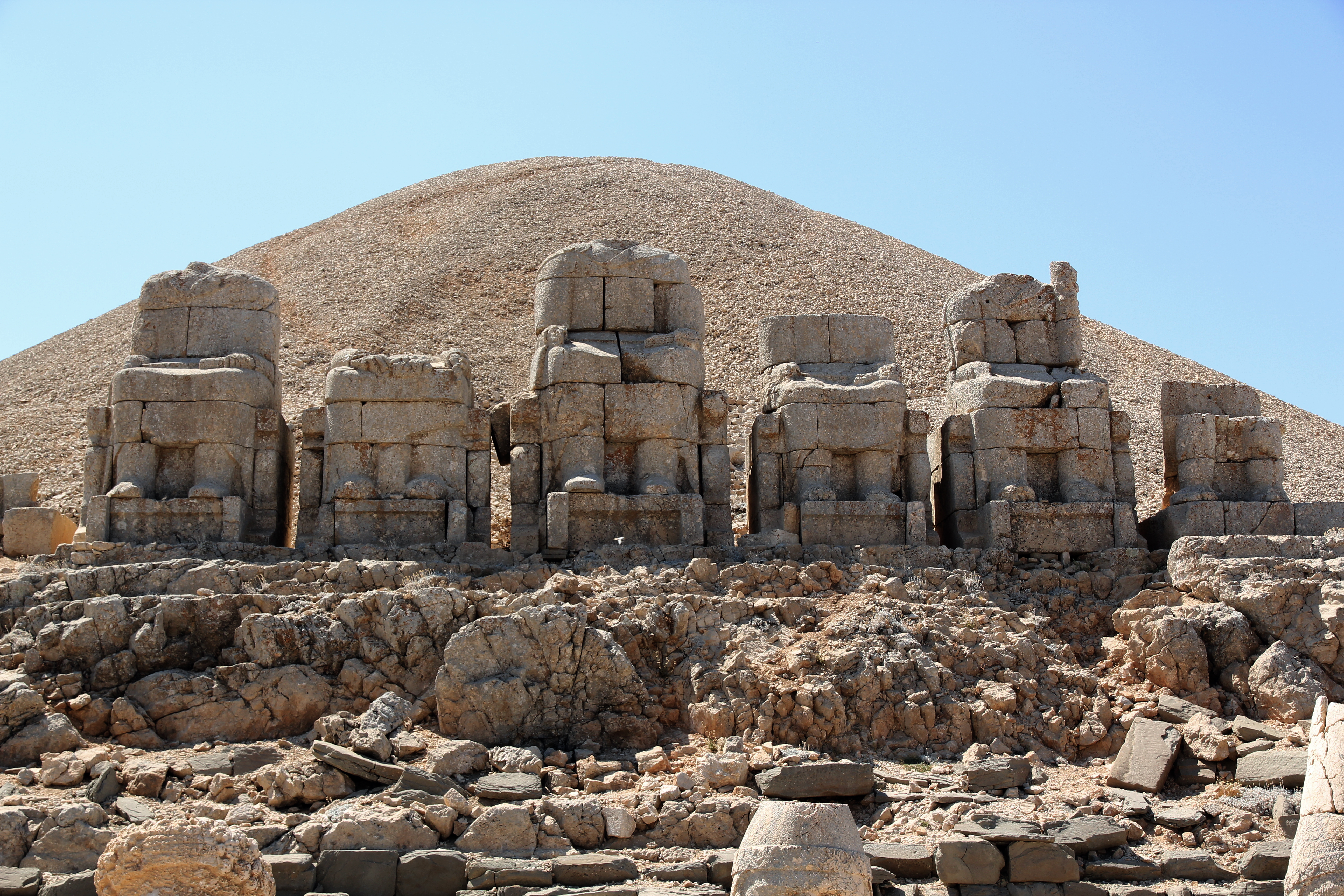
东露台:宝座
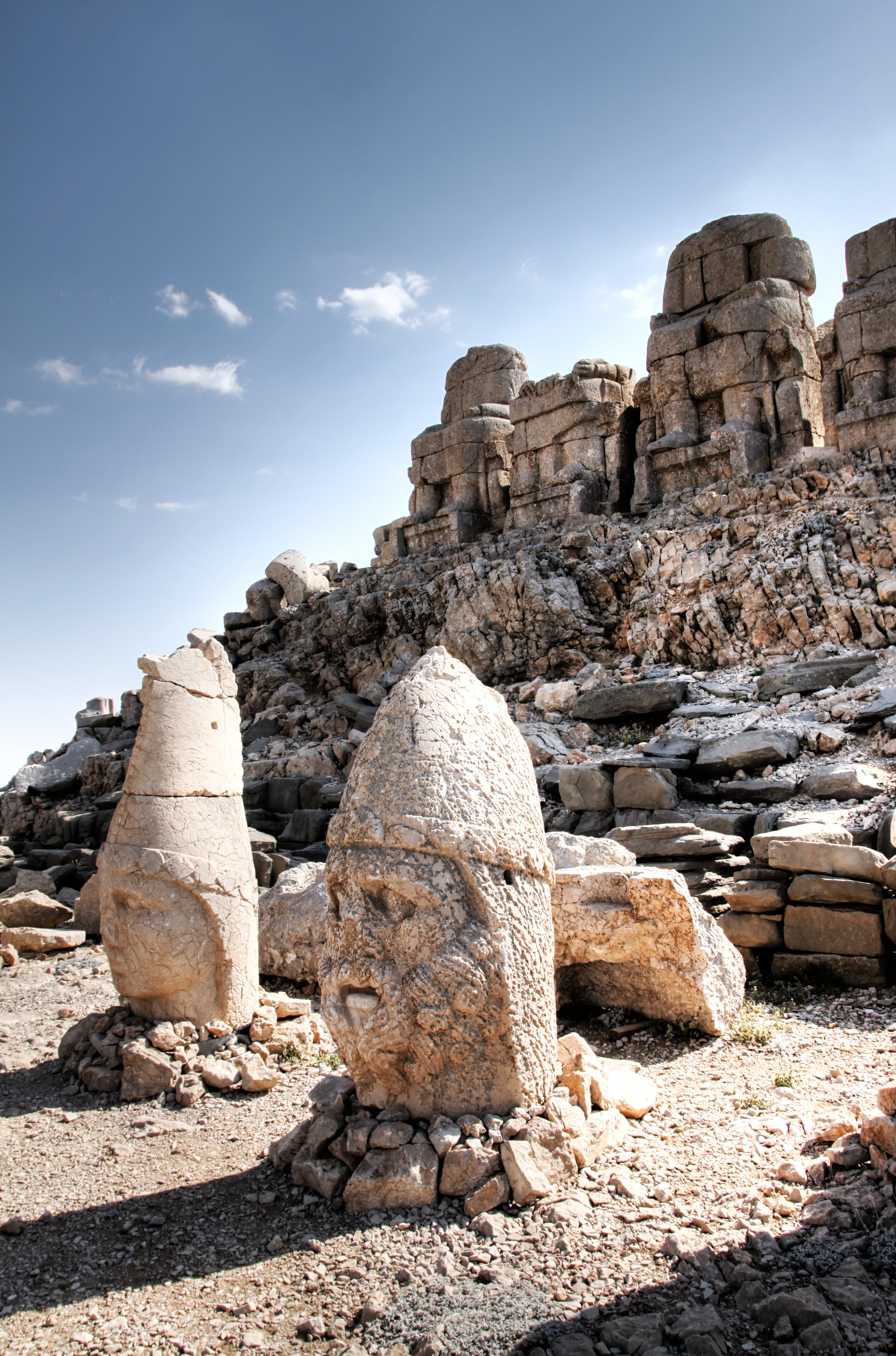
东露台: Heads of Antiochus I Theos and Heracles Artagnes Ares
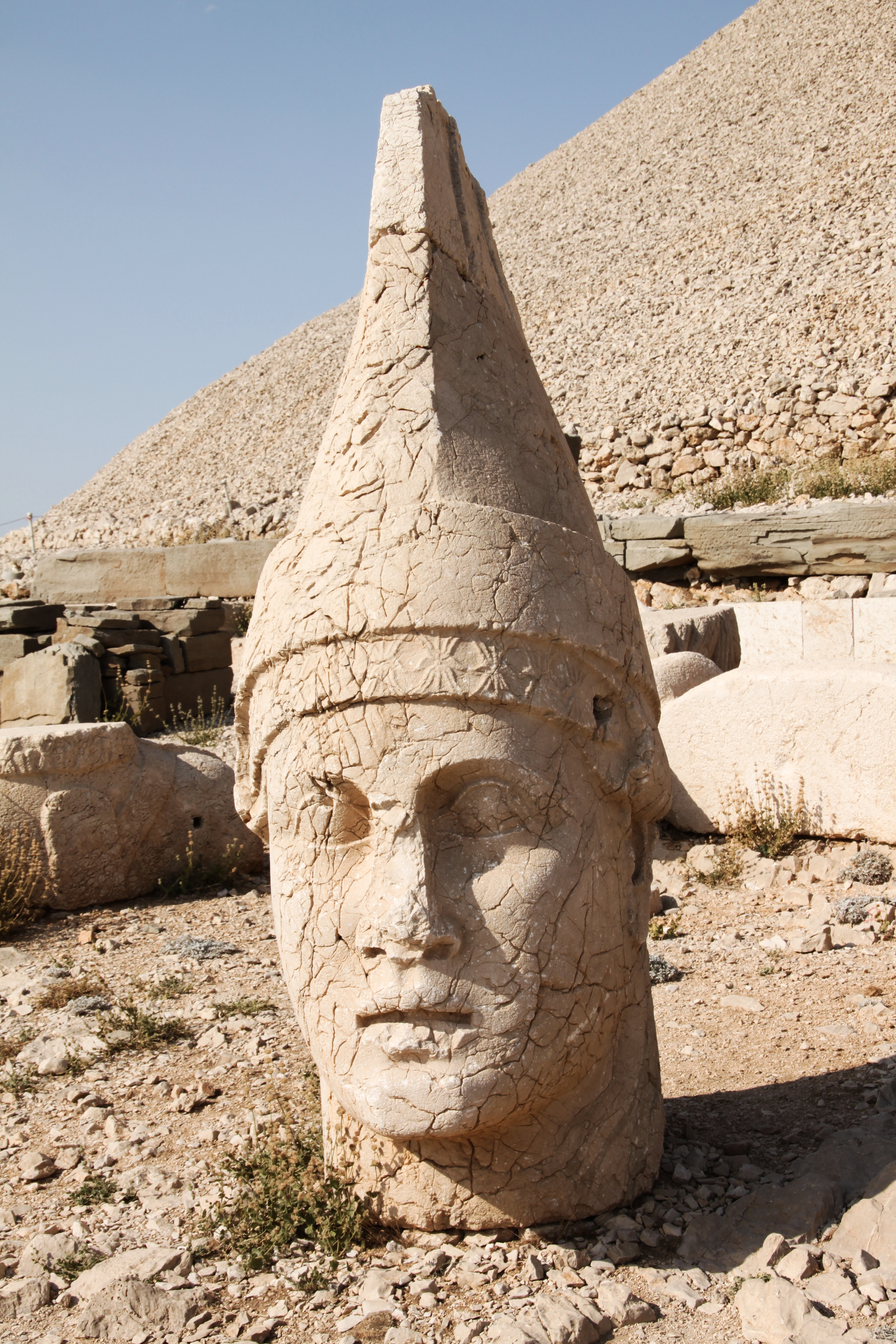
西阳台: Head of Apollo/Mithra/Helios/Hermes
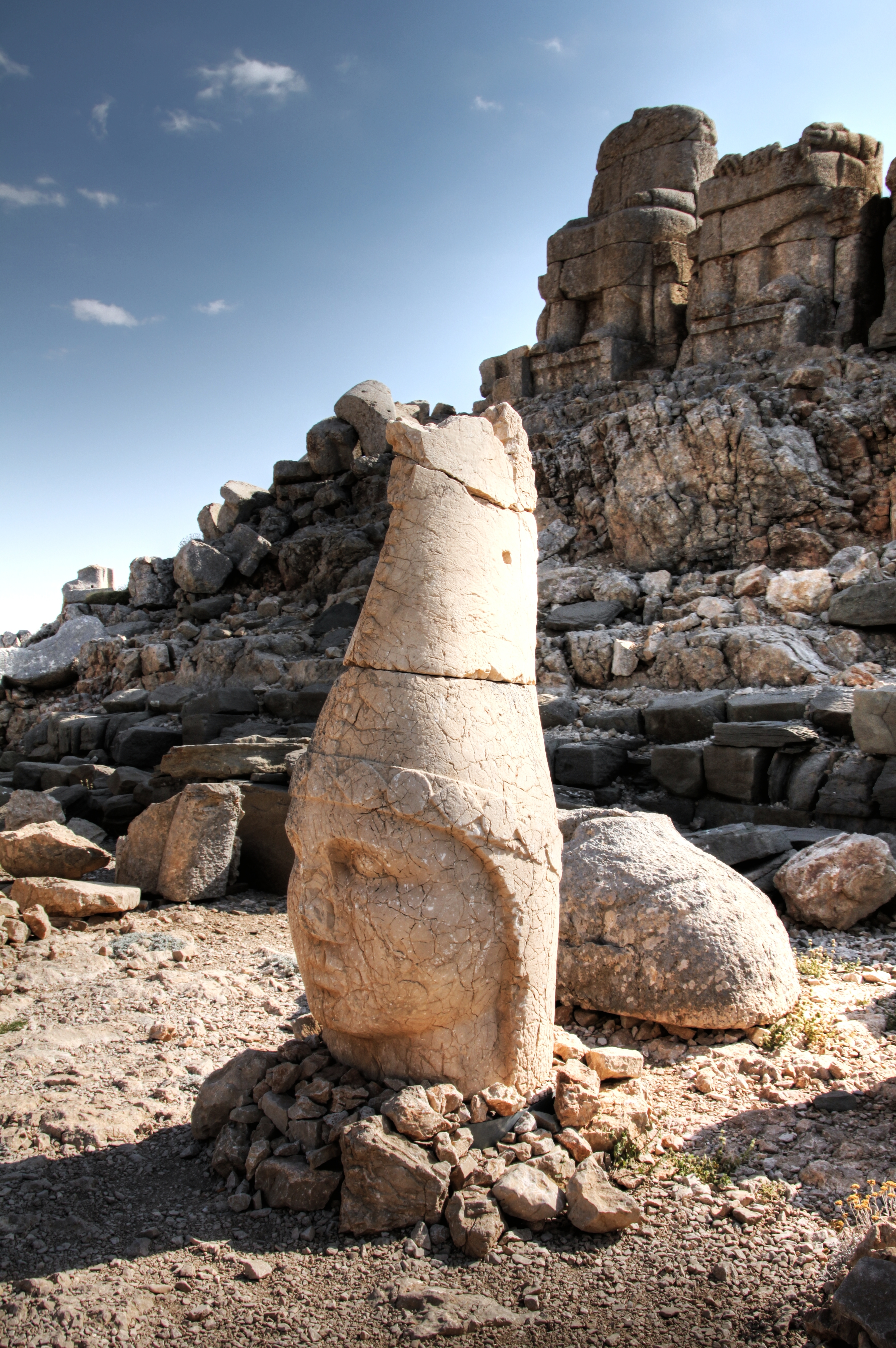
东露台e: Head of Apollon
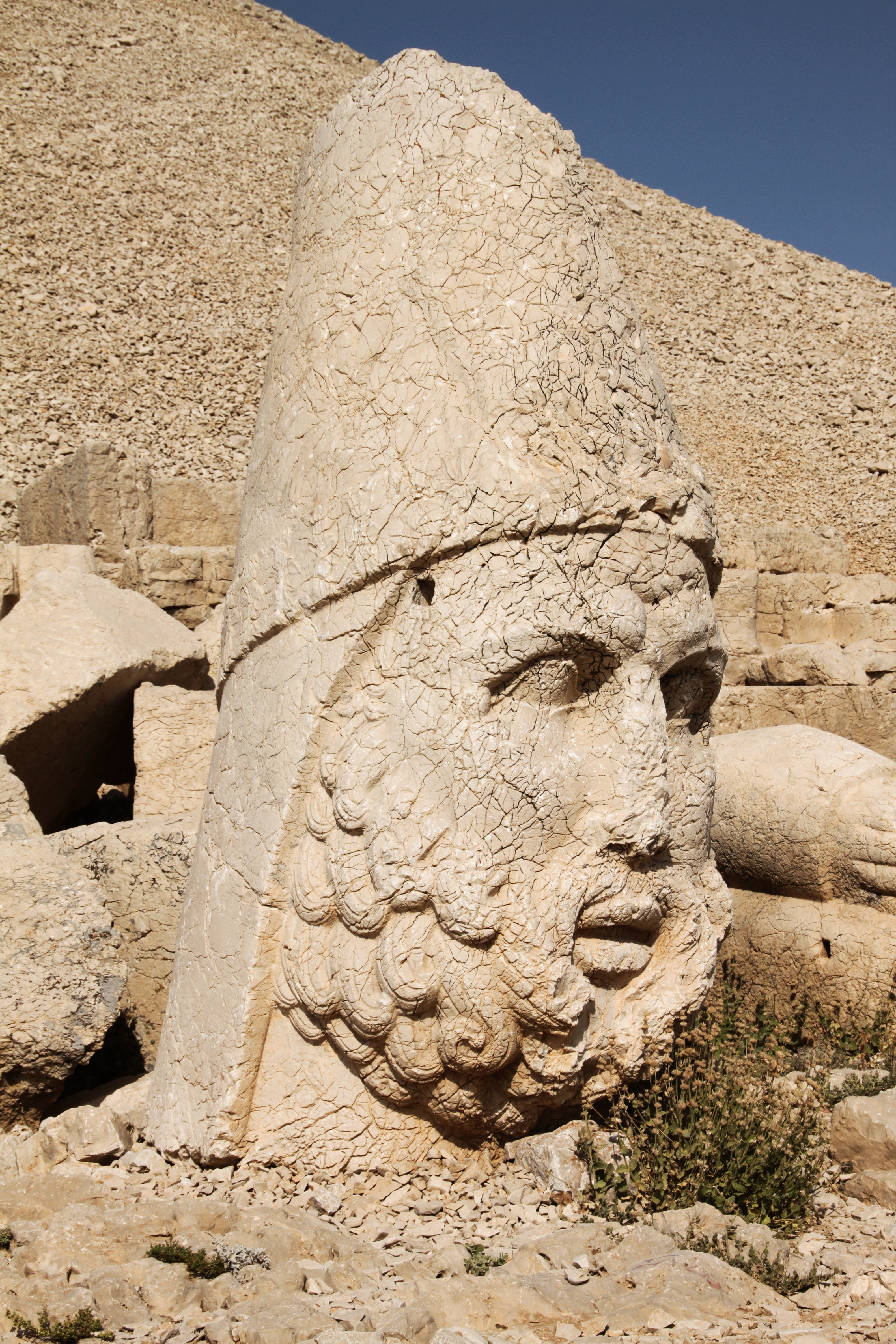
西阳台: Zeus Oromasdes
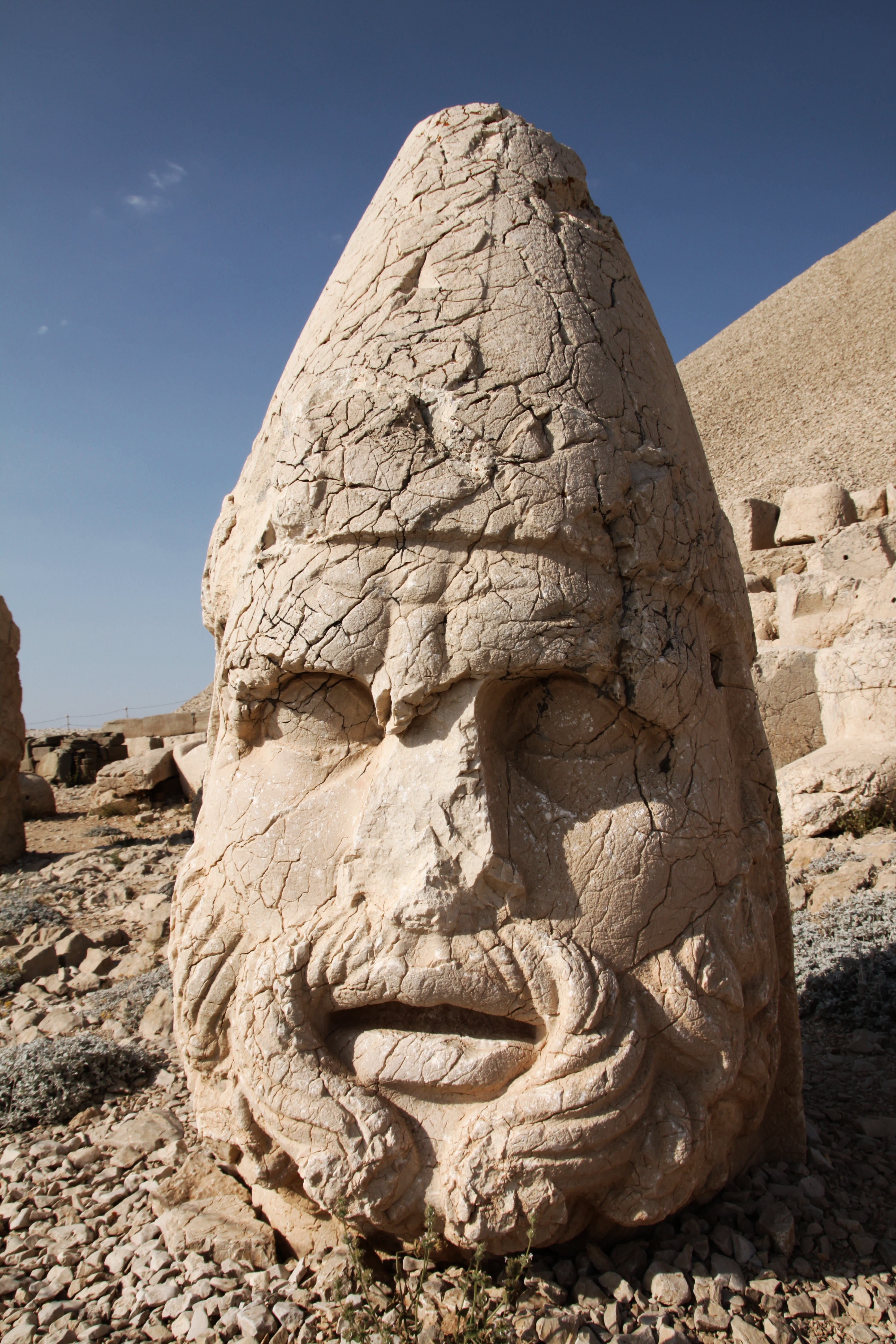
西阳台: Heracles Artagnes Ares
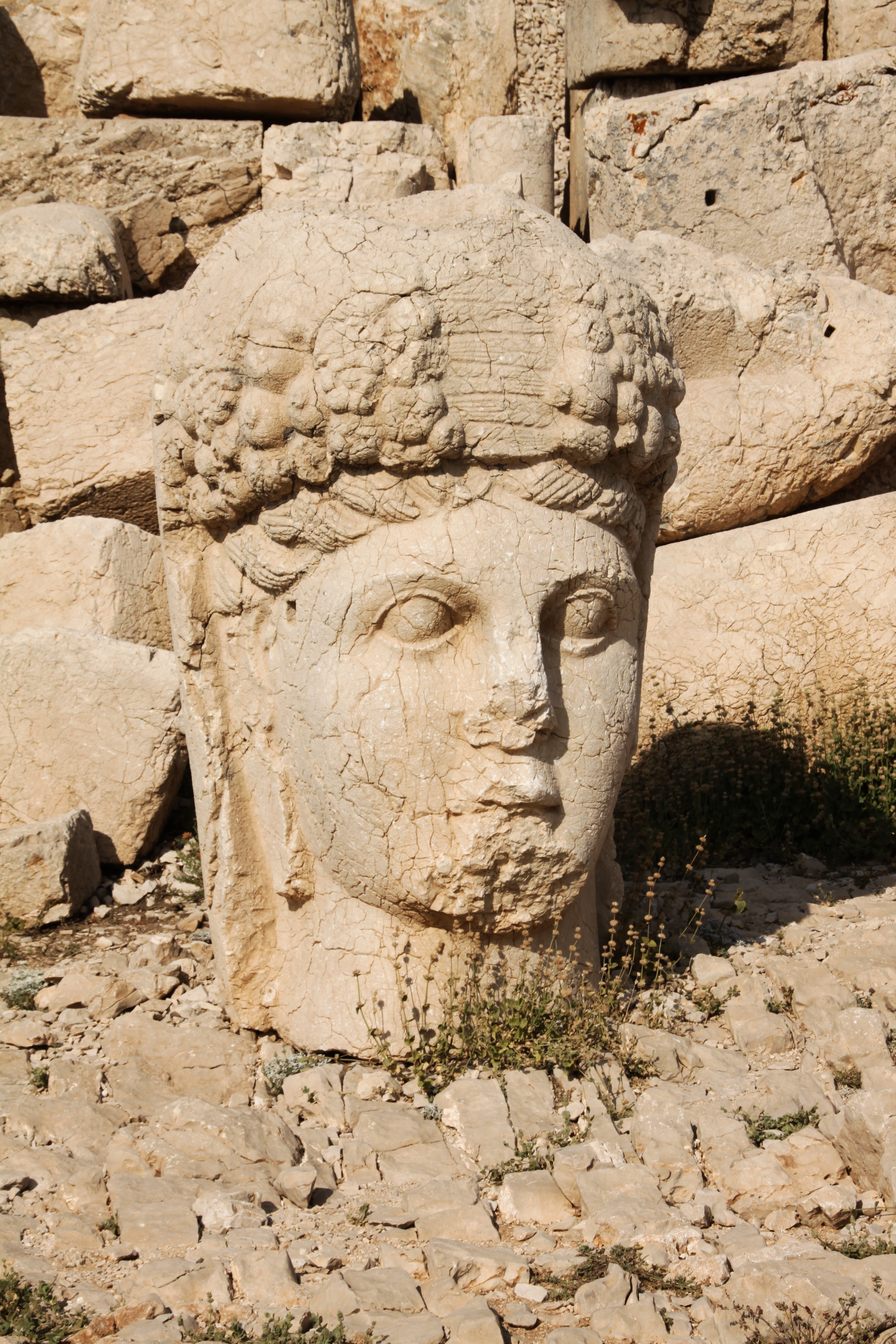
西阳台: Head of Goddess of Kommagene (Tyche)
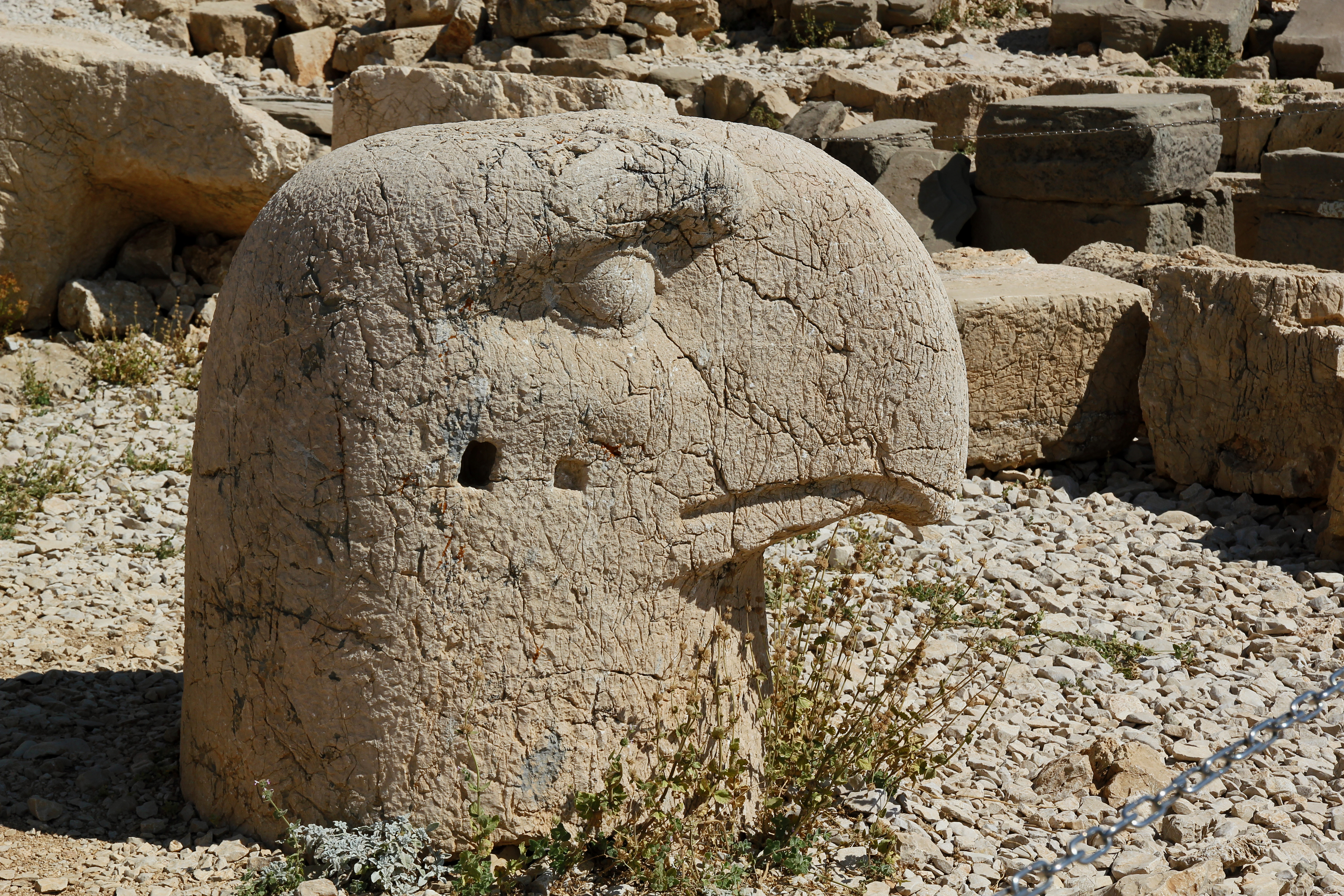
西阳台: 波斯鹰神头
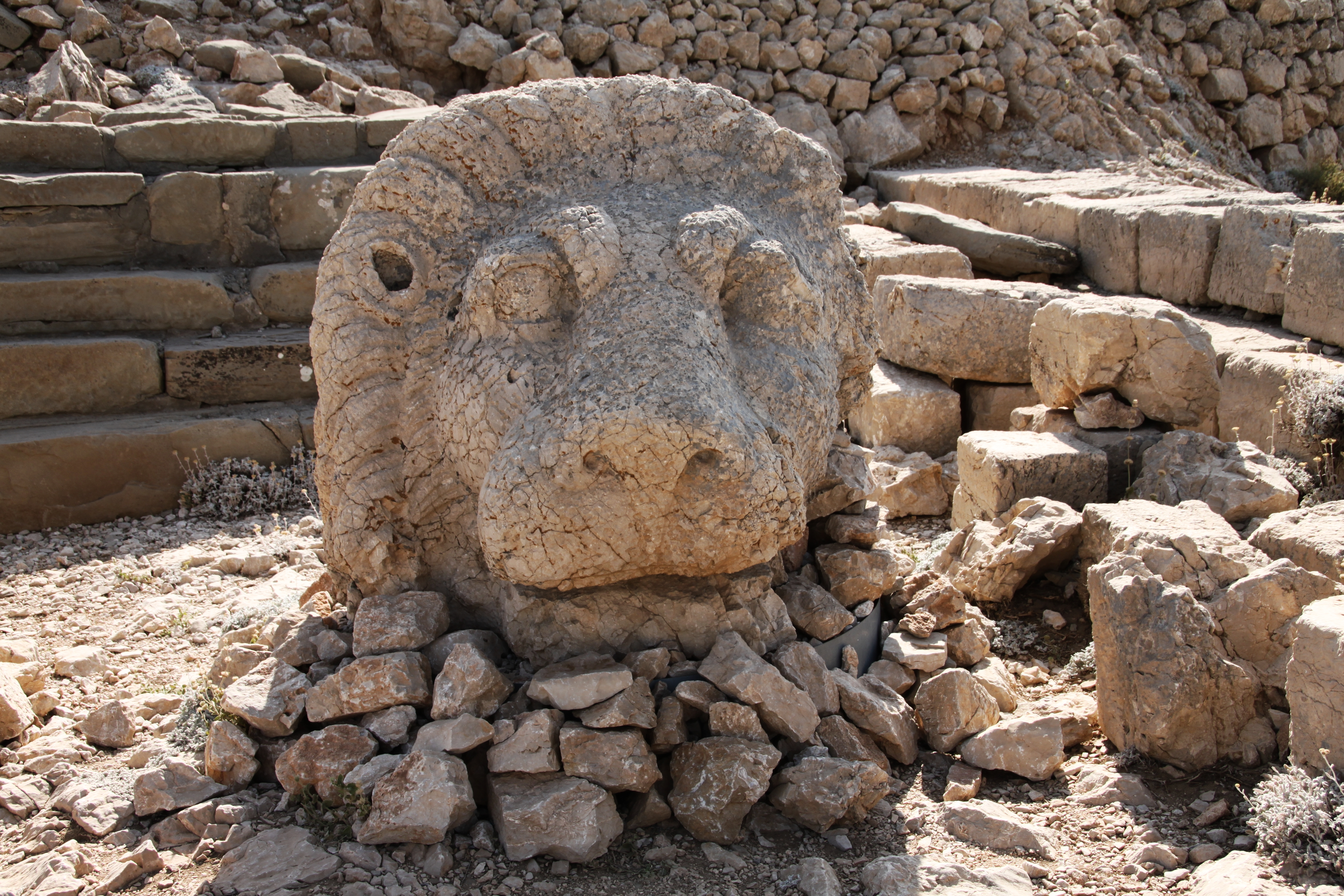
东露台: 狮子头
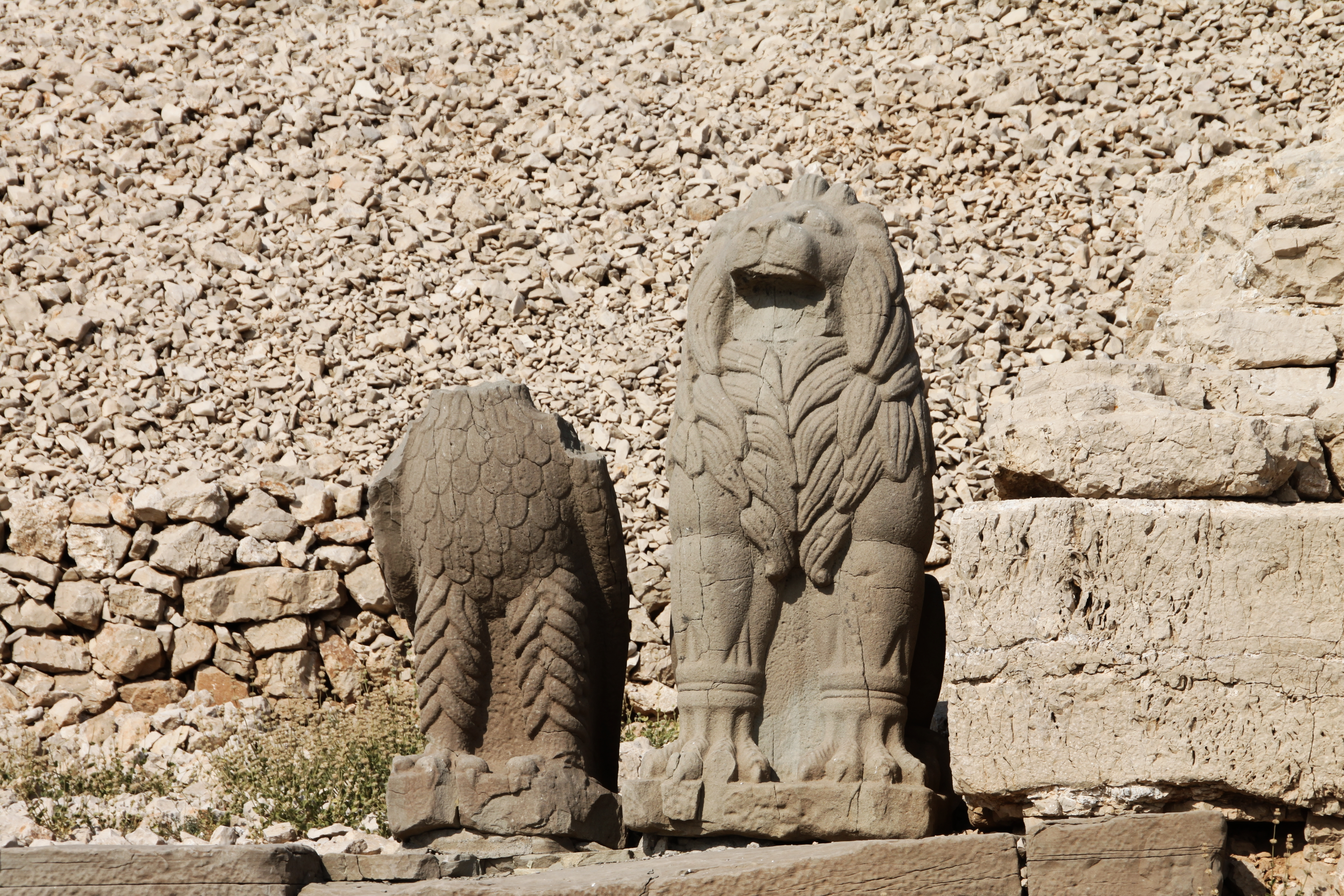
西阳台: 鹰和狮子的头
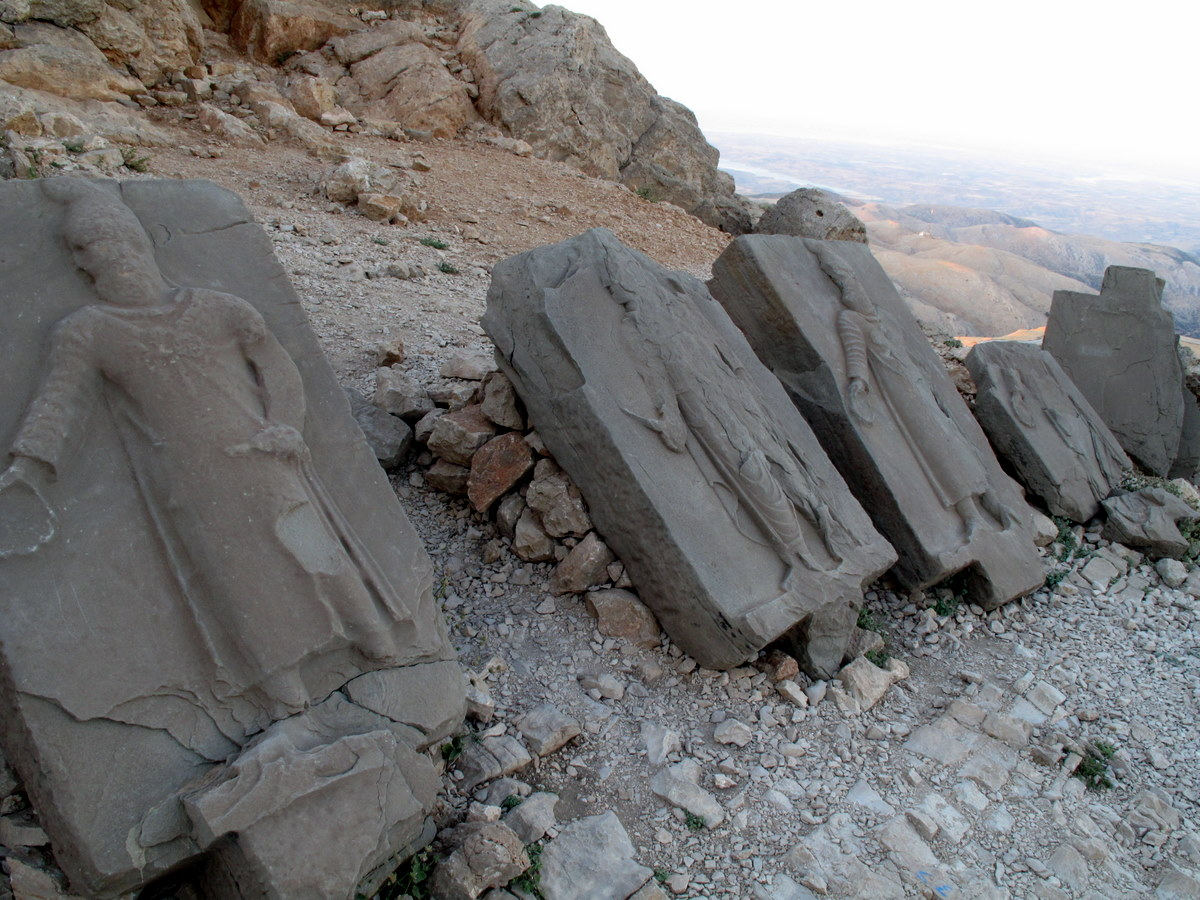
西阳台: Sand Stone Stele / Stelae of Persian